# Vasfi Samimi
Vasfi Samimi (ur. 1908 w Visokë, zm. 13 sierpnia 1981) – albański weterynarz, dziennikarz i piłkarz występujący na pozycji bramkarza. Mistrz Albanii w piłce nożnej w 1931 roku.

## Życiorys
W 1927 roku ukończył studia weterynaryjne w Stambule. Gdy był piłkarzem w klubie sportowym Fenerbahçe SK, jednocześnie pracował jako dziennikarz w lokalnych gazetach Hyrrijet, Serveti Fumun, Resimli-Aj i Vakit.
Po powrocie do Albanii został mianowany dyrektorem do spraw zootechniki przez albańskie Ministerstwo Rolnictwa i Leśnictwa. W latach 1933–1940 był dyrektorem medycyny weterynaryjnej.
7 grudnia 1944 został w Tiranie aresztowany przez komunistycznych partyzantów i uwięziony, jednak w 1946 roku został zwolniony na mocy amnestii.

### Kariera piłkarska
Vasfi Samimi był pierwszym albańskim piłkarzem grającym w zagranicznym klubie; w latach 1927-1928 grał w tureckim Fenerbahçe SK.
W latach 1929–1930 grał w klubie Flamurtari Wlora, a w latach 1930-1937 w klubie Sportklub Tirana.

## Odznaczenia
W 2008 roku prezydent Albanii, Bamir Topi, pośmiertnie odznaczył Vasfiego Samimiego Orderem Wielkiego Mistrza (alb. Mjeshtër i Madh) za wkład w rozwój weterynarii i zootechniki w Albanii.

## Życie prywatne
Miał syna, Genca Samimiego.